# Vai malandra
Vai malandra è un singolo dei cantanti brasiliani Anitta e MC Zaac e del rapper statunitense Maejor, pubblicato il 18 dicembre 2017.
Il brano vede la partecipazione dei produttori musicali brasiliani Tropkillaz e DJ Yuri Martins.

## Video musicale
Il video musicale, diretto da Terry Richardson e girato a Rio de Janeiro il 20 agosto 2017, è stato pubblicato il 18 dicembre successivo in concomitanza con l'uscita del singolo.

## Tracce
Testi e musiche di Larissa Machado, Isaac Daniel Júnior e Brandon Green.
1. Vai malandra (feat. Tropkillaz & DJ Yuri Martins) – 3:21

## Formazione
Musicisti
- Anitta – voce
- MC Zaac – voce
- Maejor – voce
- Laudz – percussioni, tastiera, chitarra, batteria, basso
- Zegon – percussioni, tastiera, chitarra, batteria, basso

Produzione
- Tropkillaz – produzione
- DJ Yuri Martins – produzione

## Classifiche

### Classifiche settimanali
| Classifica (2017-18) | Posizione massima |
| -------------------- | ----------------- |
| Brasile              | 24                |
| Portogallo           | 4                 |

### Classifiche di fine anno
| Classifica (2017) | Posizione |
| ----------------- | --------- |
| Brasile           | 154       |
| Classifica (2018) | Posizione |
| Brasile           | 2         |